# John Turtle Wood

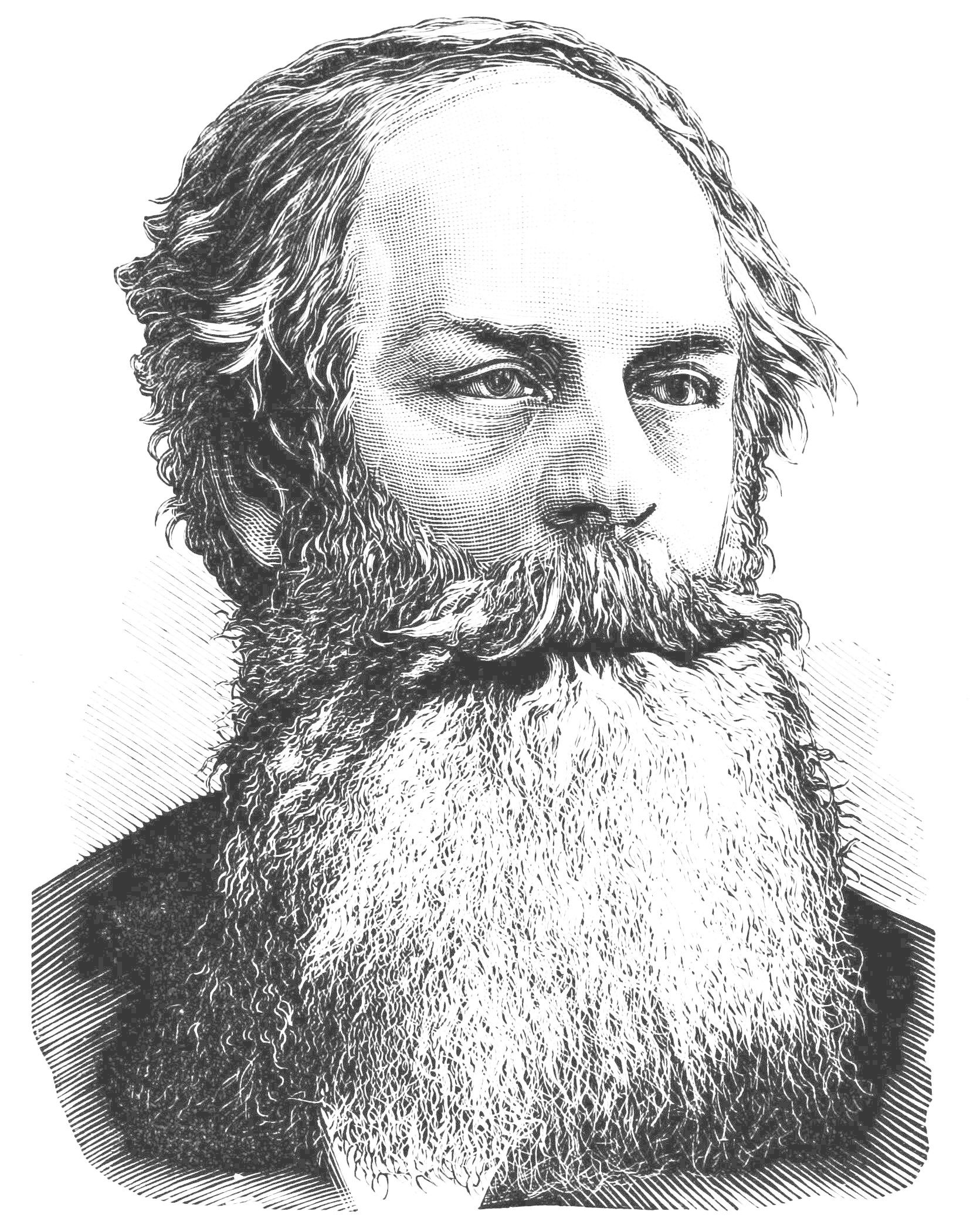
John Turtle Wood, 1875

John Turtle Wood (* 13. Februar 1821 in London; † 25. März 1890 in Worthing) war ein britischer Architekt, Ingenieur und Archäologe. Er wurde bekannt als Wiederentdecker und erster Ausgräber des Artemistempels in Ephesos.
Wood begann 1853 ein Studium der Architektur in Cambridge und Venedig, das er 1858 abschloss. Noch im gleichen Jahr erhielt er den Auftrag der Oriental Railway Company, im Osmanischen Reich für die Eisenbahnlinie von Smyrna nach Aydın Bahnhöfe zu entwerfen. Vor Ort begann er sich für den Artemistempel in Ephesos zu interessieren, dessen Überreste seit über 500 Jahren verschollen waren. 1863 gab er seinen Auftrag ab, um sich gänzlich der Suche nach dem einstigen Weltwunder zu widmen. Unterstützt wurde er dabei durch das British Museum, das ihm über den britischen Botschafter in Konstantinopel den Firman besorgte und eine geringe Kostenerstattung in Aussicht stellte. Im Gegenzug sicherte sich das Museum die Eigentumsrechte an den Funden.
1867 stieß Wood im Zuge seiner Grabungen auf die Heilige Straße, die Ephesos mit dem Artemision verbunden hatte. In der Folge legte er sie frei, bis er schließlich am 31. Dezember 1869 die spärlichen Überreste des Tempels, die unter einer meterhohen Sanddüne verborgen waren, entdeckte. Einige beschädigte Skulpturen und Architekturteile konnte er bergen und nach London bringen. 1877 erschien seine Grabungspublikation Discoveries at Ephesus, including the site and remains of the Great Temple of Diana, die auch eine Rekonstruktionsskizze des Grundrisses des Artemisions enthielt. Die Publikation enttäuschte allerdings aufgrund ihrer Ungenauigkeit die Fachwelt. 1884 präsentierte Wood eine überarbeitete Fassung seiner Grundriss-Rekonstruktion.

## Schriften
- Discoveries at Ephesus: including the site and remains of the Great Temple of Diana. Longmans, Green, London 1877. Nachdruck Olms, Hildesheim 1975, ISBN 3-487-05482-5.
- Modern discoveries on the site of ancient Ephesus. Religious Tract Society, London 1890.